# Naoto Kamifukumoto
Naoto Kamifukumoto (上福元 直人 Kamifukumoto Naoto?, Chiba, 17 de noviembre de 1989) es un futbolista japonés que juega como guardameta en el Shonan Bellmare de la J1 League.

## Trayectoria

### Clubes
| Club                          | País  | Año       |
| ----------------------------- | ----- | --------- |
| Oita Trinita                  | Japón | 2012-2017 |
| F. C. Machida Zelvia (cedido) | Japón | 2013      |
| Tokyo Verdy                   | Japón | 2018-2019 |
| Tokushima Vortis              | Japón | 2020-2021 |
| Kyoto Sanga F. C.             | Japón | 2022      |
| Kawasaki Frontale             | Japón | 2023-2024 |
| Shonan Bellmare               | Japón | 2024-     |

## Palmarés

### Títulos nacionales
| Título             | Club              | País  | Año  |
| ------------------ | ----------------- | ----- | ---- |
| Copa del Emperador | Kawasaki Frontale | Japón | 2023 |
| Supercopa de Japón | Kawasaki Frontale | Japón | 2024 |